# Mathias Petersen
Mathias Petersen (født 10. september 1979) er en dansk håndboldspiller, der tidligere har spillet som målmand for Ajax Heroes i Håndboldligaen. Han kom til klubben i 2007.
I sine ungdomsår spillede Petersen flere kampe på de danske ungdomslandshold.

## Eksterne links
- Spillerinfo Arkiveret 21. juni 2008 hos  Wayback Machine